# Río El Tránsito
El río El Tránsito (antiguamente de Naturales) es un cauce de aguas en la Región de Atacama, Chile, que nace de glaciales ubicados cerca de la frontera internacional. Baja por una serranía, conocida por el nombre de Sierra del Medio o de Tatul, hasta el Alto del Carmen (a veces Junta del Carmen), donde junto al río El Carmen dan nacimiento al río Huasco.

## Trayecto
El Tránsito tiene su nacimiento en la vertiente sur del cerro El Potro, saliendo de la Laguna Grande, que reúne los torrentes que bajan de esta montaña. Después de haber recibido el torrente de la Laguna Chica, toma los afluentes que se llaman Chollay, Valeriano, Pachuy y río Conay. Se junta con el río Chollay, a 45 km aguas arriba de la Junta del Carmen. La longitud del río El Tránsito tomada desde el nacimiento de su subtributario principal es de 108 km hasta La Junta del Carmen.

## Caudal y régimen
La subcuenca del Tránsito tiene un nival cuyos mayores caudales corren entre noviembre y enero, en años húmedos, mientras que en años secos se observan caudales muy bajos a lo largo del año. El período de estiaje ocurre en el trimestre dado por los meses de julio, agosto y septiembre.: 49 

Caudal del río El Tránsito
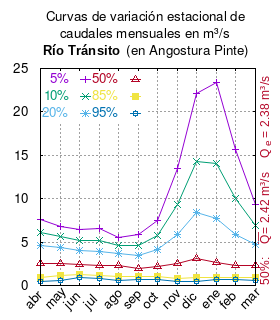
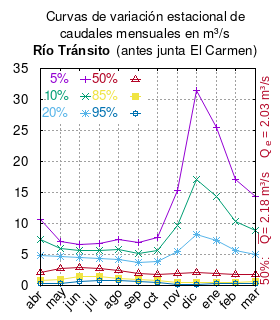

El caudal del río (en un lugar fijo) varía en el tiempo, por lo que existen varias formas de representarlo. Una de ellas son las curvas de variación estacional que, tras largos periodos de mediciones, predicen estadísticamente el caudal mínimo que lleva el río con una probabilidad dada, llamada probabilidad de excedencia. La curva de color rojo ocre (con {\displaystyle {\color {Red}\vartriangle }}) muestra los caudales mensuales con probabilidad de excedencia de un 50%. Esto quiere decir que ese mes se han medido igual cantidad de caudales mayores que caudales menores a esa cantidad. Eso es la mediana (estadística), que se denota Qe, de la serie de caudales de ese mes. La media (estadística) es el promedio matemático de los caudales de ese mes y se denota {\displaystyle {\overline {Q}}}. 
Una vez calculados para cada mes, ambos valores son calculados para todo el año y pueden ser leídos en la columna vertical al lado derecho del diagrama. El significado de la probabilidad de excedencia del 5% es que, estadísticamente, el caudal es mayor solo una vez cada 20 años, el de 10% una vez cada 10 años, el de 20% una vez cada 5 años, el de 85% quince veces cada 16 años y la de 95% diecisiete veces cada 18 años. Dicho de otra forma, el 5% es el caudal de años extremadamente lluviosos, el 95% es el caudal de años extremadamente secos. De la estación de las crecidas puede deducirse si el caudal depende de las lluvias (mayo-julio) o del derretimiento de las nieves (septiembre-enero).

## Historia
Francisco Solano Asta-Buruaga y Cienfuegos escribió en 1899 en su obra póstuma Diccionario Geográfico de la República de Chile sobre el lugar:
Tránsito.-—Aldea del departamento del Vallenar situada por los 28º 45' Lat. y 70° 08' Lon. sobre la derecha ú orilla norte del riachuelo de los Naturales, al que da asimismo su nombre, y al E. de la ciudad de Vallenar de la cual dista de 80 á 84 kilómetros. Sus contornos son de áspera serranía árida, excepto los que miran á la parte del río por donde se abre un valle ameno y feráz, aunque estrecho. Contiene 975 habitantes, iglesia, oficina de registro civil, escuela gratuita, correo, &c., y en ella se hacia tránsito, siguiendo río arriba, por el camino que interna en la República Argentina al través de los Andes, y que sirve al puerto seco del nombre de esta aldea ó de los Naturales. Á unos seis kilómetros al oriente se halla el paraje llamado El Portillo.
Sobre el río mismo:
Naturales (Río de los).-—Corriente de agua del departamento de Vallenar. Procede de una laguna que se forma en el interior de los Andes al extremo nordeste del departamento; se dirige hacia el SO., recibiendo el riachuelo de Chollay y ligeros arroyos de las sierras que atraviesa; pasa por las aldeas de la Pampa y del Tránsito, y va á confluir en el caserío de las Juntas con el río de los Españoles, los que forman propiamente el Guasco. Es de corto caudal y corre por un valle más ó menos estrechado entre dichas sierras, feraz y cultivado. Hacia su cabecera, por los 28° 40' Lat., contiene el boquete ó puerto seco de su nombre ó del Tránsito, habilitado para el comercio con la República Argentina desde el 16 de noviembre de 1847. Lleva de antiguo el nombre por haber habitado sus márgenes mayor número de naturales, que la otra rama del Guasco, que en un principio tuvo más gente española.